# Jeździectwo na Letnich Igrzyskach Olimpijskich 1932 – skoki przez przeszkody drużynowo
Konkurencja drużynowa skoków przez przeszkody podczas X Letnich Igrzysk Olimpijskich została rozegrana 14 sierpnia 1932 roku. Zawody odbywały się na  Zawody odbywały się na Los Angeles Memorial Coliseum.

## Wyniki
Do wyniku drużyny zaliczały się punkty trzech najlepszych zawodników. Ponieważ żadna z drużyn nie ukończyła w komplecie zawodów, nie przyznano medali w tej konkurencji.
| Pozycja | Państwo           | Wyniki indywidualne    | Wyniki indywidualne | Wyniki indywidualne | Wynik drużyny |
| Pozycja | Państwo           | Zawodnik               | Koń                 | Punkty              | Wynik drużyny |
| ------- | ----------------- | ---------------------- | ------------------- | ------------------- | ------------- |
| -       | Stany Zjednoczone | Harry Chamberlin       | Show Girl           | 12,0                | DNF           |
| -       | Stany Zjednoczone | William Bradford       | Joe Aleshire        | 24                  | DNF           |
| -       | Stany Zjednoczone | John William Wofford   | Babe Wartham        | DNF                 | DNF           |
| -       | Szwecja           | Clarence von Rosen Jr. | Empire              | 16                  | DNF           |
| -       | Szwecja           | Ernst Hallberg         | Kornett             | 50,5                | DNF           |
| -       | Szwecja           | Arne Francke           | Urfé                | DNF                 | DNF           |
| -       | Meksyk            | Procopio Ortíz         | Pinello             | DNF                 | DNF           |
| -       | Meksyk            | Andrés Bocanegra       | El As               | DNF                 | DNF           |
| -       | Meksyk            | Carlos Mejia           | Kanguro             | DNF                 | DNF           |